# Friedhelm Köhler
Friedhelm Köhler (* 1957 in Landau in der Pfalz) ist ein deutscher Psychologe, Manager, Unternehmensberater und Stiftungsvorstand.

## Leben und Wirken
Köhler legte 1976 das Abitur am Max-Slevogt-Gymnasium in seiner Geburtsstadt ab. Er absolvierte das Studium der Psychologie an der Universität Mannheim mit einem Schwerpunkt auf der klinischen Psychologie, das er 1984 abschloss. Anschließend war er an der Mannheimer Universität wissenschaftlicher Mitarbeiter an dem von Hans-Ulrich Wittchen geleiteten psychophysiologischen Labor und am Zentralinstitut für Seelische Gesundheit. Ein dortiger Forschungsschwerpunkt Köhlers galt der psychischen Bewältigung der Hysterektomie, worüber er unter anderem in der von Peter Hahn herausgegebenen Fachzeitschrift Praxis der Psychotherapie und Psychosomatik publizierte.
Nach einem Wechsel von der Psychotherapie in die Industrie war Friedhelm Köhler von 1995 bis 2000 Gruppenleiter für „Führung und Change Management“ bei der BASF. Köhler gehörte zu den ersten, die in Deutschland die Methode der Vorgesetztenbeurteilung propagierten, um die Führungsbeziehungen sowie die Kommunikation zwischen Vorgesetzten und Mitarbeitern zu verbessern. Dies war anfänglich umstritten, weil die Methode Machtprivilegien von Führungskräften einschränkte. Dabei führte Köhler aufgrund seiner empirischer Untersuchungen elf Dimensionen ein, nach denen die Führungskompetenz von Vorgesetzten beurteilt werden soll: „Fachkönnen – geistige Flexibilität – unternehmerisches Denken und Handeln – Kundenorientierung – Delegation und Erfolgskontrolle – Teamorientierung – Konfliktfähigkeit – Rückmeldung/Beurteilung/Förderung, Akzeptanz/Offenheit – Information/Transparenz – Förderung innovativen Verhaltens.“
Im Jahr 2000 wechselte Köhler von der BASF zur Schörghuber Stiftung & Co. Holding KG, wo er der Unternehmensleitung angehörte. Er war als Personalchef und Geschäftsführer der Unternehmensgruppe tätig. 2008 verließ er wie viele andere Spitzenmanager die von Stefan Schörghuber geführte Unternehmensgruppe. Seither ist Friedhelm Köhler Geschäftsführer des „Instituts für Managementberatung“ in Heidelberg, das Unternehmen wie ARAG SE, Ericsson, Knorr-Bremse und Rütgers Chemicals berät und Führungskräfte schult.

## Sonstige Tätigkeiten
Als Autor legte Friedhelm Köhler in Büchern und Artikeln eigene Beiträge zu seinen Forschungen in den Bereichen der Psychosomatik und der Organisationsentwicklung vor. Darüber hinaus war an der Herausgabe von Sammelbänden beteiligt.
Ehrenamtlich engagiert sich Friedhelm Köhler in kulturellen Projekten. Er ist der Stiftungsvorstand der gemeinnützigen Lama und Li Gotami Govinda Stiftung mit Sitz in München, die international Publikationen und Ausstellungen veranstaltet und den künstlerischen und literarischen Nachlass von Anagarika Govinda und Li Gotami Govinda verwaltet. 2001 war Friedhelm Köhler einer der drei Gründer des gemeinnützigen Luxemburger Verlages Kairos Edition, in dem seither Werke von u. a. Richard Anders, Takamaro Shigaraki und Joanne K. Rowling erschienen.

## Veröffentlichungen (Auswahl)
- Freiheit. Bewusstheit. Verantwortlichkeit. Festschrift für Volker Zotz zum 60. Geburtstag. (Hrsg. mit Friederike Migneco und Benedikt Maria Trappen). München: Edition Habermann 2016, ISBN 978-3-96025-009-8
- „Erfahrungen mit dem Fragebogen zum Führungsfeedback bei der BASF AG.“ In: Mannheimer Beiträge zur Wirtschafts- und Organisationspsychologie 03/1998, S. 50 ff (mit Matthias Kopke)
- „Vorbereitungs- und Informationsphase im Unternehmen“. In: Karsten Hofmann, Friedhelm Köhler, Viktoria Steinhoff (Hrsg.): Vorgesetztenbeurteilung in der Praxis. Weinheim: Beltz Psychologie Verlags Union 1995, S. 57ff
- „Die Konzeption und Implementierung eines Führungs-Qualifizierungsprogrammes für Entwicklungskandidaten.“ (mit Helmut Kolmerer und Sandra Kuhn). In: Qualifikationspotentiale entdecken und fördern: Beispiele innovativer Personalentwicklung aus deutschen Unternehmen. Berlin: Erich Schmidt Verlag GmbH & Co KG 1997 (ISBN 978-3-503-04089-6), S. 220ff
- Vorgesetztenbeurteilung in der Praxis: Konzepte, Analysen, Erfahrungen. Weinheim: Beltz Psychologie Verlags Union 1995 (Hrsg. mit Karsten Hoffmann und Viktoria Steinhoff), ISBN 978-3-621-27281-0
- „Verhaltenstherapeutische Strategien bei akuten und chronischen Schmerzen – Grundlagen, Prinzipien und Anwendungsfelder.“ In: Iver Hand (Hrsg.): Verhaltenstherapie in der Medizin. Berlin: Springer-Verlag 1989, S. 121 ff (mit Hans-Ulrich Wittchen und Silvia Schaller)
- „Die langfristige Bewältigung einer Gebärmutteroperation.“ In: Praxis der Psychotherapie und Psychosomatik. 32.1987, S. 266ff
- Das Psychologische Institut. Hann[oversch] Münden: Gauke Verlag 1982, ISBN 978-3-87998-047-5
- Grundlagen der e. d. Anthropologie und Psychologie. Hann[oversch] Münden: Gauke Verlag 1982, ISBN 978-3-87998-042-0